# 18.ª División de Campo del Comandante de Tropas de Suministro de la Fuerza Aérea
La 18.ª División de Campo del Comandante de Tropas de Suministro de la Fuerza Aérea (18. Kommandeur der Nachschubtruppen Luftwaffen-Feld-Division) fue una unidad de la Luftwaffe durante la Segunda Guerra Mundial.

## Historia
Fue formada en diciembre de 1942 con:
- 18.ª División de Campo de la 1.ª Columna Ligera de Transporte de la Fuerza Aérea
- 18.ª División de Campo de la 2.ª Columna Ligera de Transporte de la Fuerza Aérea
- 18.ª División de Campo de la 3.ª Columna Ligera de Transporte de la Fuerza Aérea
- 18.ª División de Campo de la Compañía de Oficina de la Fuerza Aérea
- 18.ª División de Campo de la Compañía de Suministros de la Fuerza Aérea
- 18.ª División de Campo de la Columna de Suministro de la Fuerza Aérea (mot.)
- 18.ª División de Campo de la Compañía de Panadería de la Fuerza Aérea
- 18.ª División de Campo de la Compañía de Carnicería de la Fuerza Aérea
- 18.ª División de Campo de la Oficina de Juntas de la Fuerza Aérea
- 18.ª División de Campo de la Compañía Sanitaria de la Fuerza Aérea
- 18.ª División de Campo de la Sanitaria Férrea de la Fuerza Aérea (mot.)
- 18.ª División de Campo de la Compañía Veterinaria de la Fuerza Aérea (inicialmente conocida como 18.ª División de Campo del Establo de Caballería de la Fuerza Aérea)

El Ejército asumió el control total el 1 de noviembre de 1943.

## Servicios
- Bajo la 18.ª División de Campo de la Fuerza Aérea.